# Harry Lookofsky
Harry Lookofsky (1. října 1913 – 8. června 1998) byl americký jazzový houslista. Na počátku své kariéry se věnoval klasické hudbě, hrál například v orchestru Saint Louis Symphony Orchestra a později v NBC Symphony Orchestra. Během své kariéry spolupracoval s mnoha hudebníky, mezi něž patří například Gil Evans, Tony Bennett, Lou Donaldson a Freddie Hubbard. V roce 1958 vydal vlastní album nazvané Stringsville (vydavatelství Atlantic Records).